# Microphis caudocarinatus
Витка риба шило (Microphis caudocarinatus) је зракоперка из реда Syngnathiformes и породице морских коњића и морских шила (Syngnathidae). 

## Распрострањење
Индонезија је једино познато природно станиште врсте.

## Станиште
Станиште врсте су слатководна подручја.

## Угроженост
Подаци о распрострањености ове врсте су недовољни.

### Популациони тренд
Популациони тренд је за ову врсту непознат.